# 野々山政兼
野々山 政兼（ののやま まさかね）は、戦国時代の武将。三河野々山氏の祖。
野々山氏は島津氏庶流とされており、政兼自身も島津姓で表記されている事がある。
天文15年（1546年）11月の今川義元の三河国侵攻の際、政兼は戸田宣成の篭る今橋城において今川氏に内通して同城を落城させるに至り、その忠節として細谷郷を与えられた。その後は松平広忠に仕え、三河牛田の城、来高寺、八橋、駒場を領していた。重原城の城主をしていたとも言われているが、牛田の城と重原城との関連は不明。
天文17年（1548年）1月26日に今川義元の命で織田氏方の尾張国大高城を攻めたが、援軍に来るはずであった松平広忠が動かなかったために同城を落とすことができず政兼並びに野々山一族は討死した。享年56。
ちなみに、野々山元政が三河野々山氏2代当主となっているが、政兼及び野々山氏族の者との血縁関係はない。